# Општина Столничени-Пражеску (Јаши)
Столничени-Пражеску (рум. Stolniceni-Prăjescu) општина је у Румунији у округу Јаши.
Oпштина се налази на надморској висини од 245 m.